# Eischoll
Eischoll es una comuna suiza del cantón del Valais, situada en el semi-distrito de Raroña occidental. Limita al norte con la comuna de Niedergesteln, al este y sur con Unterbäch, y al oeste con Ergisch y Turtmann.